# Psaliodes bella
Psaliodes bella är en fjärilsart som beskrevs av Jones 1921. Psaliodes bella ingår i släktet Psaliodes och familjen mätare. Inga underarter finns listade i Catalogue of Life.